# American Caesar
American Caesar – dziesiąty album solowy Iggy’ego Popa wydany 1993 roku.

## Lista utworów
1. Character (Pop/Schermerhorn) – 1:07
2. Wild America (Pop/Schermerhorn) – 5:52
3. Mixin' The Colours – 4:49
4. Jealousy – 6:04
5. Hate – 6:56
6. It's Our Love – 4:09
7. Plastic & Concrete – 2:55
8. Fuckin' Alone (Pop/Schermerhorn) – 4:56
9. Highway Song – 3:44
10. Beside You (Steve Jones/Pop) – 4:29
11. Sickness – 3:15
12. Boogie Boy – 4:53
13. Perforation Problems – 3:15
14. Social Life – 4:12
15. Louie Louie (Berry) – 3:47
16. Caesar (Pop/Schermerhorn) – 7:09
17. Girls of N.Y. – 4:15

## Twórcy
- Iggy Pop - wokal, keyboard, gitara
- Steve Jones – bas
- Kenny Aronoff - perkusja
- Waddy Wachtel - gitara